# Forcepia brunnea
Forcepia brunnea är en svampdjursart som beskrevs av Topsent 1904. Forcepia brunnea ingår i släktet Forcepia och familjen Coelosphaeridae. Inga underarter finns listade i Catalogue of Life.